# 回龙湾国家森林公园
伊春回龙湾国家森林公园，是位于中国黑龙江省伊春市美溪区的一个国家森林公园，占地面积为638.8万平方米，于1993年设立，是中国国家4A级旅游景区。这里传说是黑龙的诞生地，并因此得名。

## 地理概况
伊春回龙湾国家森林公园位于黑龙江省东北部，伊春市东南部美溪区境之内，鹤伊公路110公里处，距伊春市区29公里，距哈尔滨市区339公里，距佳木斯160公里。公园位于汤旺河东岸，三面被汤旺河环绕。

## 职工休养中心
2011年7月，时任全国人大副委员长、全国总工会主席王兆国在伊春考察调研时，提出要在伊春建一个最大的全国劳模休养中心。同年9月，经过深入调研，休养中心最终落在美溪回龙湾国家森林公园。伊春回龙湾职工休养中心项目规划面积为888公顷，其中汤旺河北岸主景区面积447公顷，汤旺河南岸景区面积103公顷，鹤伊公路南侧面积338公顷，金沙河漂流线全长15公里。项目计划总投资20亿元，分三期完成。一期项目已完成投资8.8亿元，建设回龙湾大桥及道路、职工修养中心及相关配套设施，已于2015年12月完工。